# Benito Juárez (Quintana Roo)
Benito Juárez è un comune dello Stato messicano di Quintana Roo, il cui capoluogo è la città di Cancún.
Il comune è stato costituito il 13 marzo del 2008 scorporando parte del territorio del precedente comune di Solidaridad.
Il comune ha infatti avuto negli ultimi anni una forte crescita turistica, favorita dalla presenza di una natura ancora intatta, di spiagge e oasi naturali, oltre che per la presenza di importanti rovine maya, le uniche presenti sulla costa.

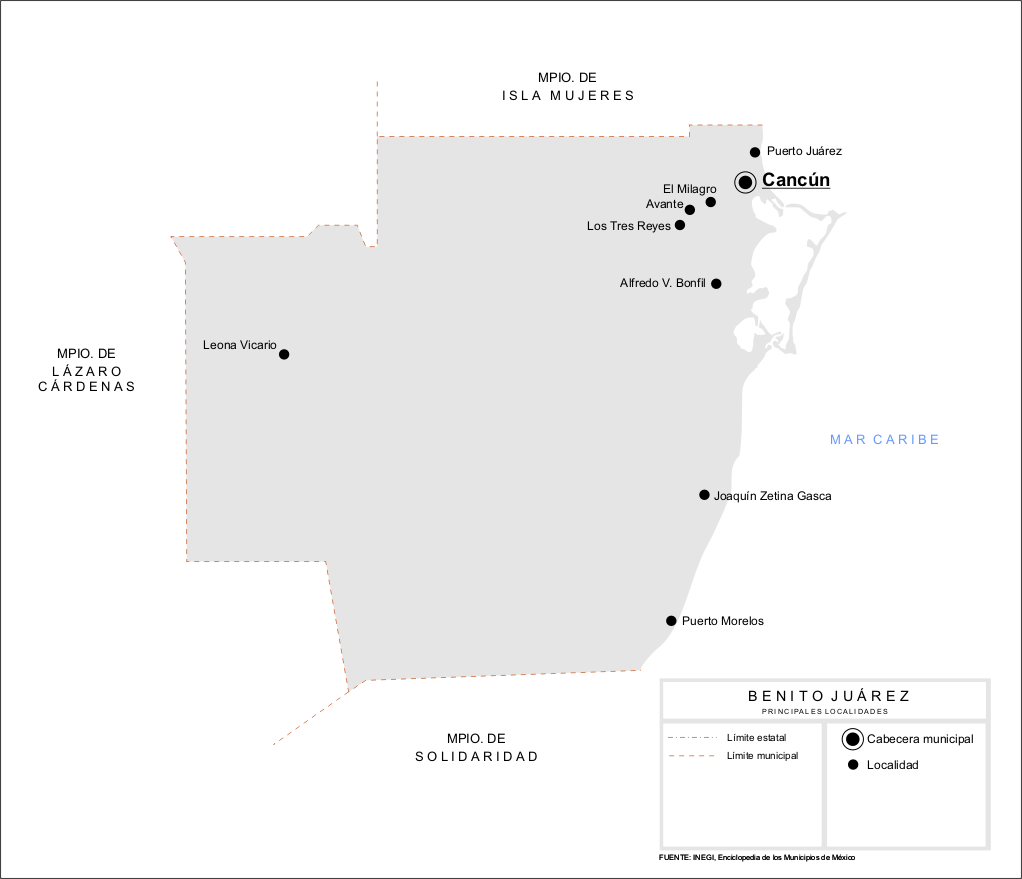
Mappa della municipalità con le varie località